# Martin Cahill
Martin Cahill (23 de mayo de 1949 - 18 de agosto de 1994) fue un notable criminal irlandés, nacido en Dublín, que adquirió cierta notoriedad en los medios de comunicación, que se referían a él con el apodo de «The General» (El General), con la intención de denunciar las dudosas actividades de Cahill sin arriesgarse a una denuncia por difamación. Durante toda su vida, Cahill ocultó su rostro a los medios, y fue muy raramente fotografiado.

## Biografía

### Infancia y juventud
Nació en un  suburbio del área norte de Dublín. Sus padres fueron Patrick Cahill, un farero alcohólico, y Agnes Sheehan. En la época en la que recibía su educación básica, Martin iba con su hermano mayor John a robar comida para colaborar con la raquítica economía familiar. En 1960, su familia se tuvo que desplazar al 210 Captains Road, de Crumlin, (Dublín), a consecuencia un plan urbanístico que demolió su antiguo barrio. Martin asistió a la Escuela de los Hermanos Cristianos (CBS por sus siglas en inglés), situada en la misma calle en que vivía, pero pronto comenzaron los novillos y pequeños robos en compañía de sus hermanos. A los 15 años, intentó unirse a la Royal Navy, pero fue rechazado, supuestamente tras haber ofrecido entrar en casas privadas si así se lo pedían.
Con 16 años fue condenado por dos robos y enviado a una escuela de oficios dirigida por los Oblatos de María Inmaculada en Daingean, en el condado de Offaly. Cuando la sanción expiró, volvió a reunirse con su familia, que había sido desalojada por la Dublin Corporation debido a impago del alquiler. Se mudaron a Hollyfield Buildings, una destartalada casa vecinal en Rathmines. Poco después, conoció a Frances Lawless, una chica del vecindario con la que se casó. Junto a sus hermanos, continuó cometiendo robos periódicamente en su entorno, llegando a robar el almacén de armas de fuego confiscadas por la Garda Síochána. Desde entonces, los hermanos Cahill se dedicarían al robo a mano armada.

### Ascenso a la fama
En 1978, la Dublin Corporation comenzó a preparar la demolición del degradado barrio de Hollyfield Buildings. Martin, que por entonces cumplía condena por un plazo de cuatro años, peleó en los tribunales para impedir la destrucción de su segundo barrio. Incluso después de la destrucción de las casas comunales siguió viviendo allí, en una tienda de campaña tipo canadiense. En última instancia, fue el mismo alcalde de Dublín, Ben Briscoe, quien le convenció para mudarse a un nuevo hogar en el más saneado distrito de Rathmines.
Cahill y su banda perpetraron un sonado robo al sustraer oro y diamantes de la joyería O'Connor's en Harold Cross, por valor de 2,55 millones de euros. Estuvo implicado en el robo de algunas de las pinturas más valiosas del mundo, procedentes de la Colección Russborough House, así como en numerosos atracos a restaurantes y vendedores callejeros en el distrito nocturno de Dublín.

### Muerte
El 18 de agosto de 1994, Cahill recibió un disparo mortal en un cruce cerca de su domicilio en Rathmines. El tirador iba armado con un revólver magnum de 357 mm, y se cree que era un operativo del Ejército Republicano Irlandés Provisional. El grupo afirmó haber asesinado a Cahill en respuesta a su presunta relación con el movimiento paramilitar lealista. Se sospecha que Cahill había vendido pinturas robadas a la Fuerza Voluntaria del Ulster (FVU). La FVU había guardado las obras robadas para revenderlas posteriormente, y obtener así armamento importado de Sudáfrica. Al parecer, este acto selló el destino de Cahill, y le puso a la cabeza de la lista negra del IRA, según se cuenta en el libro The General, del periodista Paul Williams.
Sin embargo, desde la publicación de esa obra se han sugerido nuevas teorías entre los inspectores encargados de la investigación de la muerte de Cahill. Al parecer, dos de los esbirros de Cahill (John Gilligan y John Traynor) dirigían un circuito de importación de droga a gran escala. Cahill había exigido un porcentaje de los beneficios, y entonces éstos se habían dirigido al IRA para sugerirles una razón por la que matarle. Esta teoría aparece explicada en Evil Empire, de Paul Williams. Sin embargo, otro libro publicado en 2007 por la hija de Cahill sostiene que éste aborrecía el narcotráfico y siempre se mantuvo al margen de ese negocio.

### Funeral
Después de una misa católica de réquiem, Cahill fue enterrado en el cementerio de Mount Jerome. Debido a su sórdida reputación, su tumba ha sido profanada en numerosas ocasiones, y actualmente está partida en dos y le falta la parte superior.

## Influencia en la cultura popular
En 1998, John Boorman dirigió una película biográfica titulada The General, protagonizada por Brendan Gleeson. La película ganó el premio a la mejor dirección en el Festival de Cannes. Esta película se basa en el libro de Williams, quien es a su vez responsable de la sección de sucesos del periódico irlandés Sunday World. Curiosamente, Boorman había sufrido un robo de Cahill, quien se llevó el Disco de oro que Boorman había ganado por la banda sonora de Deliverance. Este incidente aparece mencionado en la película.
La película Veronica Guerin (2003), sostiene que fue John Gilligan quien ordenó el asesinato de Cahill. En este filme Gilligan y Traynor no aparecen como subordinados de Cahill, sino como miembros de una banda rival.
También Ordinary Decent Criminal (2000), de Thaddeus O'Sullivan y protagonizada por Kevin Spacey, se inspiró ligeramente en su personaje.

## Citas
- «La escuela reformista fue mi escuela básica, la institución St. Patrick mi instituto, y la prisión de Montjoy mi universidad. Allí aprendí todo lo que sé.»[8]

- «Lo que sea que pienses de mí, no es lo que soy. Lo que quieras de mí, te lo daré. Lo que me quieras quitar, puedes quitármelo. ¿Qué es lo que puedes hacerme? La peor cosa que podrías hacerme es matarme, y después me dará igual, sigo siendo libre.»[9]